# Victoria One
Victoria One es un rascacielos residencial situado en Melbourne, Victoria, Australia. Diseñado por Elenberg Fraser, el edificio fue propuesto originalmente en 2013 y aprobado por el entonces ministro de Urbanismo Matthew Guy en junio de 2014. El rascacielos alcanza una altura de 246.8 metros, que lo hacen el segundo edificio residencial más alto del distrito financiero de Melbourne y el octavo edificio más alto de Melbourne. Contiene 644 apartamentos distribuidos en setenta y seis plantas.
La construcción del proyecto, que costó 350 millones de dólares australianos, empezó en noviembre de 2014 y se completó a mediados de 2018.